# NGC 3304
NGC 3304 је спирална галаксија у сазвежђу Мали лав која се налази на NGC листи објеката дубоког неба.
Деклинација објекта је + 37° 27' 23" а ректасцензија 10h 37m 37,9s. Привидна величина (магнитуда) објекта NGC 3304 износи 13,8 а фотографска магнитуда 14,7. NGC 3304 је још познат и под ознакама UGC 5777, MCG 6-23-26, CGCG 183-32, CGCG 184-1, NPM1G +37.0276, PGC 31572.